# Lepidotrigla cadmani
Lepidotrigla cadmani és una espècie de peix pertanyent a la família dels tríglids. És un peix marí, demersal i de clima tropical que viu entre 30-400 m de fondària. Fa 30 cm de llargària màxima (normalment, en fa 20). Es troba a l'Atlàntic oriental: des del nord de Mauritània fins a Angola. És inofensiu per als humans.